# No Man's Heath and District
No Man's Heath and District är en civil parish i Cheshire West and Chester i Cheshire i England. Det inkluderar Ashton Cross, Barmere, Bickley, Bickley Moss, Bickley Town, Bickleywood, Broomy Bank, Cross Lanes, Edge, Hampton, Hampton Heath, Hetherson Green, Kidnal, Larkton, Simmonds Green och Witney. Skapad 1 april 2015.